# Národní Pokladnice
Národní Pokladnice s.r.o. je česká společnost s ručením omezeným zabývající se distribucí pamětních mincí a medailí (obecně sběratelských „numismat“). Činnost společnosti je hodnocena rozporuplně, její obchodní chování vykazuje znaky agresivních obchodních praktik.

## Historie firmy
Mateřská skupina byla založena v roce 1994 v Norsku a v dalších letech expandovala do skandinávských zemí. Na přelomu tisíciletí získala privatizované podíly ve státních mincovnách Finska, Norska a Švédska a zaměřila se na expanzi na evropské sběratelské a investiční trhy. V roce 2008 se sídlo skupiny přestěhovalo do Nizozemska. Dceřiné společnosti Samlerhuset Group operují ve 14 evropských zemích (např. slovenská Národná Pokladnica či polská Skarbnica Narodowa), působí i v Číně. Česká Národní Pokladnice byla založena v roce 2009 jako dceřiná společnost norsko-nizozemské numismatické skupiny Samlerhuset Group B. V.

## Aktivity Národní Pokladnice
Zaměřuje se na internetový obchod a zásilkový prodej. V nabídce společnosti se vyskytují jak produkty vydávané českými i zahraničními mincovnami, tak numismata vydávaná samotnou Národní Pokladnicí, především pamětní medaile připomínající události a osobnosti z historie českého národa. Společnost vydává v omezených sériích i investiční produkty, např. v roce 2014 vydala kilogramovou stříbrnou medaili k 670. výročí založení katedrály sv. Víta. Od roku 2009 je členem Asociace direkt marketingu a zásilkového obchodu (ADMEZ). Je jedním ze stovky smluvních partnerů České národní banky.
Na designu medailí spolupracuje Národní Pokladnice s několika českými medailéry, například Vladimírem Opplem nebo Miroslavem Hricem.
Coby distributor společnost v roce 2010 dodávala na český trh stříbrné mince, vytvořené britskou královskou mincovnou při příležitosti olympijských her v Londýně.

## Kontroverze
Pozitivní aktivity Národní Pokladnice zahrnují spolupráci s neziskovou společností Post Bellum – Paměť národa.

V roce 2012 uspořádala Národní Pokladnice spolu s portálem Aukro charitativní aukci zlaté kilogramové medaile vydané k 800. výročí udělení Zlaté buly sicilské. Medaile byla vydražena za 1 450 000 Kč a Národní Pokladnice z této částky věnovala 100 000 Kč (asi 7 %) Ústavu pro péči o matku a dítě na nákup dýchacího přístroje pro předčasně narozené děti.
Negativně se ve spojitosti s Národní Pokladnicí hovoří o netaktních a agresivních marketingových praktikách, hraničících s klamáním spotřebitele. Tomuto tématu se v roce 2017 věnoval magazín Reflex. Kritizována byla také cenová hladina produktů, která často neodpovídala faktickým cenám na sběratelském trhu, nebo zavádějící informace o celkovém počtu vydaných kusů jednotlivých medailí. Problémem je také samotný název společnosti, který je zavádějící v tom smyslu, že může v zákazníkovi vyvolávat dojem, že jde o státní firmu, blízkou ČNB. Zákony České republiky ani jiné právní předpisy však soukromým společnostem nezakazují mít v názvu termíny „národní“ nebo „česká“.[zdroj?]
Zákazníci též kritizují netransparentní získávání předplatitelů pamětních medailí. Nakoupením první pamětní medaile se kupující zavazuje k odebírání dalších medailí z dané série, což ale v objednávkovém formuláři e-shopu není dostatečně zdůrazněno; pro ukončení je nutno odběr výslovně odmítnout. Tyto praktiky dokládají například stížnosti nespokojených zákazníků na serveru společnosti dTest.
Národní Pokladnice kritiku odmítá.

## Projekt Double Eagle v Národním muzeu
Roku 2012 byl v Nové budově Národního muzea vystaven 1 ze 13 existujících exemplářů zlaté mince Double Eagle vyražené roku 1933 s nominální hodnotou 20 dolarů. Vláda Spojených států amerických ji považuje za národní poklad. Skutečná hodnota mince je odhadována okolo 8 milionů dolarů (cca 144,5 mil. korun). Výstava, uspořádaná společností Samlerhuset Group v kooperaci se Smithsonian's National Museum of American History a Národním muzeem, byla součástí evropského turné (Londýn, Dublin, Brusel, Praha, Varšava, Oslo a Helsinky). Za organizaci turné získala společnost Somerhuset Group bronzové ocenění Stevie v kategorii PR kampaň roku (2012).